# Résolution 391 du Conseil de sécurité des Nations unies
Membres permanents
- Chine
- États-Unis
- France
- Royaume-Uni
- URSS

Membres non permanents
- Bénin
- Guyana
- Italie
- Japon
- Libye
- Pakistan
- Panama
- Roumanie
- Suède
- Tanzanie

Résolution no 390 Résolution no 392
La résolution 391 du Conseil de sécurité des Nations unies fut adoptée le 15 juin 1976. Le Conseil a pris note du rapport du secrétaire général selon lequel, en raison des circonstances actuelles, la présence de la Force des Nations unies chargée du maintien de la paix à Chypre continuerait d'être essentielle pour un règlement pacifique. Le rapport notait en outre que la force, ainsi que sa police civile, étaient restreintes dans le nord de l'île et exprimait ses préoccupations concernant les actions susceptibles d'aggraver les tensions.
Le Conseil a réaffirmé ses résolutions antérieures, s'est déclaré préoccupé par la situation, a exhorté les parties concernées à œuvrer ensemble à la paix et a une nouvelle fois prolongé le stationnement de la Force à Chypre jusqu'au 15 décembre 1976.
La résolution a été adoptée par 13 voix contre zéro, le Bénin et la Chine n'ont pas participé au vote.